# The Gap Band
The Gap Band byla americká R&B a funková kapela, která se proslavila v 70. a 80. letech 20. století. Skupinu tvořili tři bratři Charlie, Ronnie a Robert Wilsonové; byla pojmenována po ulicích (Greenwood, Archer a Pine) v historické čtvrti Greenwood v rodném městě bratrů v Tulse v Oklahomě.
V počátcích se skupina vyznačovala funkovým zvukem připomínajícím začátek 70. let. Tento styl se nedokázal uchytit a jejich první dvě alba, Magician Holiday z roku 1974, které bylo nahráno v historickém studiu The Church Studio Leona Russella a The Gap Band z roku 1977 (nezaměňovat s albem z roku 1979), se nedokázala umístit v hitparádách. Poté byli představeni producentovi z LA Lonnie Simmonsovi, majiteli produkční společností Total Experience Productions (pojmenovanou po jeho úspěšném nočním klubu na Crenshaw Boulevard), kterému se podařilo zajistit nahrávací smlouvu s Mercury Records.
Po 43 letech spolu odešli v roce 2010 bratři na odpočinek.